# Angra dos Reis
Angra dos Reis – portowe miasto i gmina w Brazylii, w stanie Rio de Janeiro.
W 2008 r. gminę o powierzchni 800,430 km² zamieszkiwało 164 191 osób.
W mieście rozwinął się przemysł rybny.
W mieście ma siedzibę klub piłkarski Angra dos Reis EC.